# Język banggai
Język banggai (a. banggaai, banggaiy, banggay, banggaya), także aki – język austronezyjski używany w indonezyjskiej prowincji Celebes Środkowy, przez ludność wysp Banggai. Historycznie był to język królestwa Banggai, które podlegało Sułtanatowi Ternate.
Pod względem leksyki i gramatyki wykazuje znaczną odrębność od pobliskich języków Celebesu. Niegdyś uważano, że jest bliżej spokrewniony z pewnymi językami Moluków lub był rozpatrywany jako izolat. Na podstawie analizy zmian dźwiękowych stwierdzono związek genealogiczny banggai z saluan, balantak i innymi językami regionu.
Liczba użytkowników banggai jest nieznana, ale według danych szacunkowych posługuje się nim połowa grupy etnicznej Banggai (czyli ok. 60 tys. osób). W 2006 r. zaobserwowano, że użycie banggai ogranicza się do osób dorosłych (w wieku powyżej 30 lat). O ile społeczność ma pozytywny stosunek do swojego języka, to wśród młodszego pokolenia zdecydowanie dominuje język indonezyjski.
Dzieli się na dwa dialekty – wschodni i zachodni, przy czym dialekt wschodni jest bardziej prestiżowy. Dialekt zachodni koncentruje się na zachodniej części wyspy Peling (historycznie swoim zasięgiem obejmował też Bangkurung i Bookan), a wschodni jest używany we wschodniej części tej wyspy oraz na Banggai i Labobo. Zaobserwowano mieszanie się dialektów wskutek migracji ludności.
Czasem spotykana nazwa „aki” pochodzi od formy przeczenia w tym języku.
Został opisany w postaci publikacji Spraakkunst van het Banggais (1953). Jest zapisywany alfabetem łacińskim.